# Viejas Arena
El Viejas Arena, conocido originalmente como Cox Arena, es un recinto multiusos situado en la ciudad de San Diego, en California, Estados Unidos, en el campus de la Universidad Estatal de San Diego. Es la sede de los equipos masculino y femenino de baloncesto de los San Diego State Aztecs, el equipo de la universidad.

## Historia
El Cox Arena abrió sus puertas en julio de 1997 con esa denominación, tras ceder los derechos de su nombre por patrocinio a la empresa Cox Communications. Se construyó en el terreno que ocupó en su día el viejo estadio de fútbol americano Aztec Bowl, sede del equipo de la universidad hasta que en 1997 se construyó el Estadio Qualcomm.
El recinto se renombró como Viejas Arena, su actual denominación, en julio de 2009, tras un acuerdo de patrocinio con la Reserva India Viejas, de la tribu kumeyaay, a cambio de 6 millones de dólares y por un periodo de tiempo de 10 años.
En octubre de 2015, la pista de baloncesto pasó a denominarse Steve Fisher Court en honor al que fue entrenador del equipo masculino entre 1999 y 2017, Steve Fisher.

## Eventos
A lo largo de su historia se han disputado primeras o segundas rondas del Torneo de baloncesto de la NCAA en cuatro ocasiones, 2001, 2006, 2014 y 2018.
Ha sido también la sede de infinidad de conciertos de todos los estilos, con grupos y solistas como Pearl Jam, Britney Spears, Blink-182, Foo Fighters, Janet Jackson, A Day To Remember, Linkin Park, Metallica, Van Halen, Green Day, Rise Against, Lady Gaga o One Direction, entre otros muchos.